# Katrin Thoma
Katrin Thoma (7 de agosto de 1990) es una deportista alemana que compitió en remo. Ganó tres medallas en el Campeonato Mundial de Remo entre los años 2014 y 2016.

## Palmarés internacional
| Campeonato Mundial | Campeonato Mundial       | Campeonato Mundial | Campeonato Mundial  |
| Año                | Lugar                    | Medalla            | Prueba              |
| ------------------ | ------------------------ | ------------------ | ------------------- |
| 2014               | Ámsterdam (Países Bajos) | Medalla de bronce  | Cuatro scull ligero |
| 2015               | Aiguebelette (Francia)   | Medalla de oro     | Cuatro scull ligero |
| 2016               | Róterdam (Países Bajos)  | Medalla de plata   | Cuatro scull ligero |